# متنزه شلالات فيكتوريا الوطني

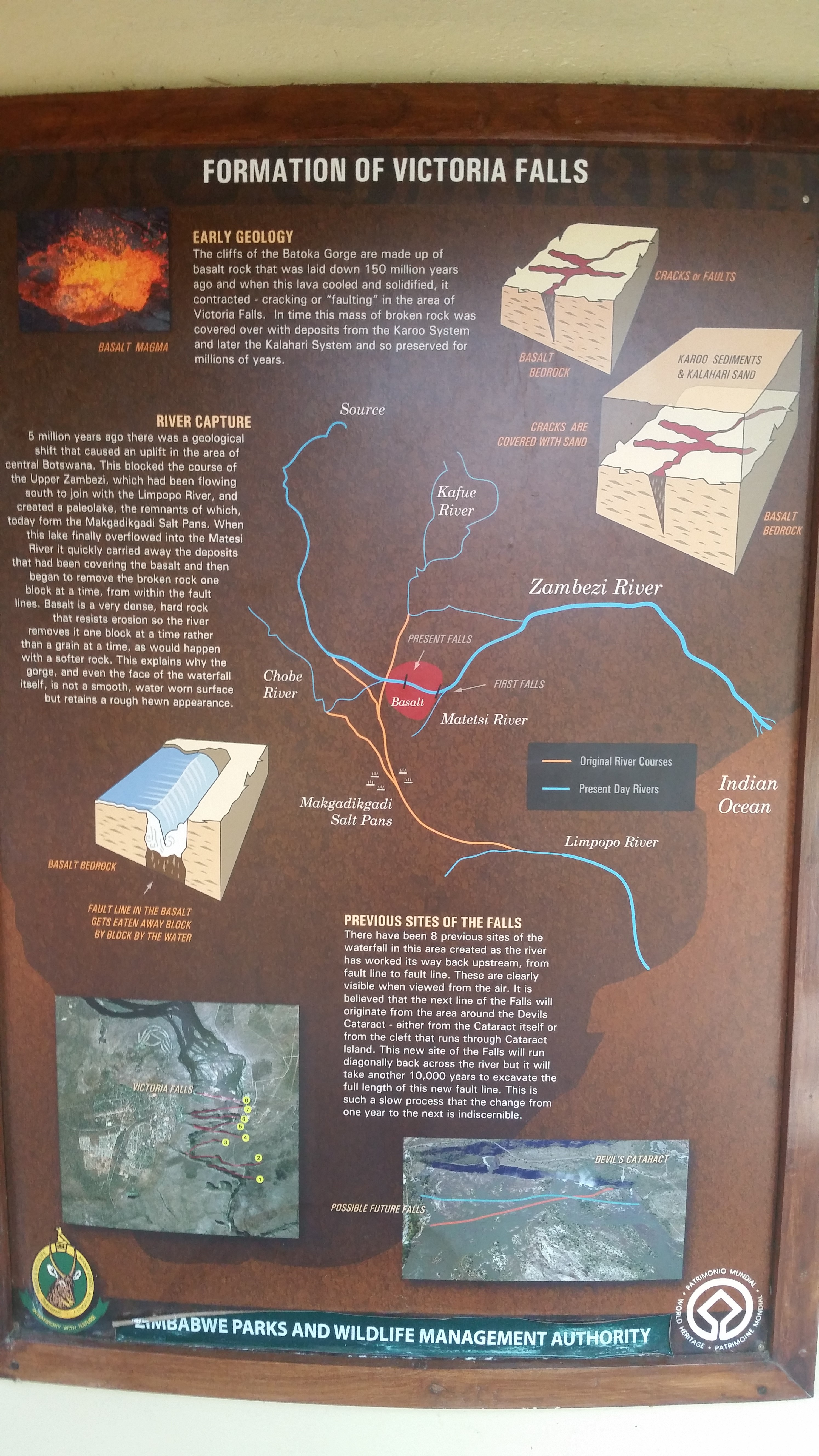
علامة منتزه شلالات فيكتوريا الوطني

تُحافِظُ حديقةُ شلالاتِ فيكتوريا الوطنيّةُ في شمالِ غربِ زيمبابوي على الضِّفَّتَينِ الجنوبيَّةِ والشرقيَّةِ من نهرِ الزامبيزي في منطقةِ شلالاتِ فيكتوريا الشهيرةِ عالميًّا. وتمتدُّ هذه الحديقةُ على طولِ نهرِ الزامبيزي من حديقةِ الزامبيزي الوطنيّةِ الأكبر، التي تقعُ على بُعدِ نحوِ 6 كيلومتراتٍ أعلى الشلالات، إلى مسافةِ نحوِ 12 كيلومترًا أسفلَ الشلالات.

## الطبيعة
من السمات البارزة للحديقة هي الغابات المطيرة التي تنمو في رذاذ الشلالات، بما في ذلك السرخس، وأشجار النخيل، وكروم ليانا، وعدد من الأشجار مثل الماهوجني التي لا توجد في أي مكان آخر في المنطقة. تقع الحديقة ضمن المنطقة البيئية للغابات الزامبيزية والموبانية.
تتاح للزوار فرصة مشاهدة الفيلة، وجاموس الرأس، ووحيد القرن الأبيض الجنوبي، وفرس النهر، والزرافات، والظباء، ومجموعة متنوعة من قطعان الظباء الأخرى أثناء القيادة ورحلات السفاري سيرًا على الأقدام. يمكن رؤية مجموعة من التماسيح في النهر، كما توفر مزرعة التماسيح القريبة رؤية أكثر أمانًا لهذه الحيوانات الخطيرة.

## السياحة
يتُوَفَّرُ أماكِنُ الإقامَةِ للسيّاحِ في مُخيَّماتٍ داخِلَ حديقةِ الزامبيزي الوطنيّة، وفي العَديدِ من المُنْتَجَعاتِ والفَنادِقِ الموجودةِ في مدينةِ شلالاتِ فيكتوريا وحَوْلَها، وهي المدينةُ التي تُشَكِّلُ جُزءًا من الحُدودِ الغربيّةِ للحديقةِ. ويُطْلَبُ من الزُّوّارِ اتِّخاذُ الاحتياطاتِ اللازمةِ ضِدَّ المَلاريا.

## ملحوظات
نُظر في إدراج هذه الحديقة ضمن منطقة كافانجو - زامبيزي المحمية عبر الحدود المكونة من 5 دول.